# مارتین پتراش
مارتین پتراش (انگلیسی: Martin Petráš؛ زادهٔ ۲ نوامبر ۱۹۷۹) یک بازیکن فوتبال اهل اسلواکی است.
وی همچنین در تیم ملی فوتبال اسلواکی بازی کرده‌است.